# 凡人
凡人（ぼんじん）とは、優れた性質や変わった性質を持たない人間のこと。庸人（ようじん）ともいう。凡人や庸人の『凡』『庸』は、「並」「普通」「平常」「平均的」「ありふれた」を意味する字である。

## 定義

### 優れた性質を持たないこと
一般的に「凡人」「庸人」とは、優れた性質を持たない人とされる。類似語には集合としての「大衆」もあるが、「凡人」「庸人」は単数形の個人である。
賞賛とは言い難い用語ではあるが、慣用句の「能ある鷹は爪を隠す」のように自ら凡人として振舞う事を良しとする考えもある。また「出る杭は打たれる」という格言の通り、凡人である事や凡人であるように振舞う事）を処世術の一例として挙げる場合もあり、日本ではそれが顕著だとされる（→日本人論）。
対義語として「偉人」、類義語として「凡才」「庸才」、「凡才」「庸才」の対義語としては「偉才」「天才」「秀才」などがある。「偉人」「偉才」「天才」「秀才」はしばしばその特殊性から周囲の社会に馴染めない・異端視され易いのに対して、「凡人」「凡才」「庸人」「庸才」はその通常性から和を乱し難く、柔軟であるという利点を持っているとする意見もしばしば聞かれる。家庭や職場で平穏な環境を維持できる事は優れた能力と呼べるものであり、対人関係を重んじる場では「目立たない」事は有利と言えるかも知れない。しかし、優れた才能や存在感を持たない事は、競争の好まれる社会では不利で、周囲に埋没してしまうことも否めない。

### 変わった性質を持たないこと
「凡人」「庸人」は、「変わった性質を持たない人」「奇異ではない人物」を指す語としても用いられる。だが、当人を良く知らないことを「平凡」「凡庸」「普通」と形容しているケースが見受けられる。事件の報道の折に犯人が近隣住民から「平凡」「凡庸」「普通」と評されながら、後に予兆と見られる奇異な行動を行っていた事が発覚する事例なども少なくない。
なお、この場合の「凡人」「庸人」の対義語は「奇人」である。

## 歴史上の「凡人」「庸人」と言われる人物
小渕恵三
内閣官房長官時代には平成の元号をマスコミ発表した事でも知られ、内閣総理大臣を務めた。金丸信が疑獄事件で失脚した当時に派閥領袖に繰り上がったが、偏に「可もなく不可もなく」というキャラクター性に負う所も大きいだろう。更にテレビで田中真紀子の「凡人、軍人、変人」という有名なフレーズで「凡人」というイメージが定着してしまい、大メディアからも堂々と「凡人」呼ばわりされることとなった。その後は、ほとんど周囲の失態や引責辞職で繰り上がる格好で第84代の総理大臣にまで上り詰め、更には「可決されようものなら内閣なぞ軽く吹っ飛ぶ」とすら言われた法案を幾つも可決させた。